# バッキー・バーンズ
ジェームズ・ブキャナン・バーンズ（James Buchanan Barnes）は、マーベル・コミックスが発行するアメリカン・コミックに登場する架空のキャラクターである。ジョー・サイモンとジャック・カービーにより、キャプテン・アメリカの相棒として誕生したこのキャラクターは、「Captain America Comics」#1（表紙：1941年3月）（マーベル社の前身である「タイムリー・コミックス」が発行）に初登場し、最も有名な「バッキー」の原型となっている。このキャラクターは、洗脳された暗殺者ウィンター・ソルジャー（Winter Soldier、ロシア語: Зимний Солдат）として死から蘇り、その後、スティーヴ・ロジャースが死んだとされた時にキャプテン・アメリカの役割を担った。

## 出版履歴
ジョー・サイモンは、1940年にマーベル・コミックスの前身であるタイムリー・コミックスにキャプテン・アメリカの最初のスケッチを描いたとき、若い相棒を登場させた。"この少年の仲間は、高校のバスケットボールチームのスターだった友人のバッキー・ピアソンにちなんで、単にバッキーと名付けられた」とサイモンは自伝の中で語っている。バッキー・バーンズは、『キャプテン・アメリカ・コミックス』第1号（1941年3月）でデビューした後、同誌をはじめとするタイムリー・シリーズのほぼすべてのストーリーでタイトル・スターと一緒に登場し、さらに子供だけのチーム「ヤング・アリーズ」の一員でもあった。戦後、スーパーヒーローの人気が低迷する中、バッキーはチームリーダーであるキャプテン・アメリカと共に、タイムリーリー社/マーベル社初のスーパーヒーロー・グループ「オール・ウィナーズ・スクワッド」のアドベンチャーとして、オール・ウィナーズ・コミックス19号と21号（1946年秋～冬、20号は存在しない）の2冊に登場した。キャプテン・アメリカ・コミックス66号（1948年4月）でバッキーが撃たれて重傷を負った後は、キャプテン・アメリカのガールフレンドであるベッツィ・ロスが後継者となり、スーパーヒーローのゴールデン・ガールとなった。バッキーは回復し、キャプテン・アメリカ・コミックス#71（1949年3月）に登場して一時的にキャプテン・アメリカと再会したが、それ以外の期間は登場しなかった。キャプテン・アメリカ・コミックス」は#75（1950年2月）で終了したが、その時までにシリーズは「キャプテン・アメリカの怪奇譚」というタイトルで2号にわたって連載され、最終号はスーパーヒーローが登場しないホラー・サスペンスのアンソロジー号となっていた。
キャプテン・アメリカとバッキーは、1950年代にマーベルが発行していたアトラス・コミックスのオムニバス「Young Men #24」（1953年12月）で、同じタイムリーのスターであるヒューマン・トーチやサブマリナーとともに短期間復活した。バッキーは、「キャプテン・アメリカ、共産主義者！」と表紙に書かれていたように、翌年に発行された「ヤング・メン」と「メンズ・アドベンチャーズ」に掲載されたストーリーや、古いナンバリングを継続した「キャプテン・アメリカ」の3号にも登場した。しかし、売上は芳しくなく、「キャプテン・アメリカ」78号（1954年9月）でシリーズは終了した。
『アベンジャーズ』第4号（1964年3月）から始まった遡及的な連続性では、オリジナルのキャプテン・アメリカとバッキーが第二次世界大戦の終わり近くに行方不明になり、当時のアメリカ大統領ハリー・S・トルーマンによって秘密裏に置き換えられ、それらのアイデンティティを持つ後継のヒーローが登場することになっている。
バッキーは1960年代以降、ごくたまにフラッシュバックで登場し、『テイルズ・オブ・サスペンス』#63-71（1965年3月-11月）では、第二次世界大戦の冒険のフラッシュバックでキャプテン・アメリカと共演している。彼の死は「アベンジャーズ」56号（1968年9月）にフラッシュバックで描かれている。
2005年、シリーズライターのエド・ブルーベイカーは、第二次世界大戦末期に死んだと思われていたバッキーを復活させた。さらに、バーンズがキャプテン・アメリカの相棒であることは偽装であり、バーンズは16歳の工作員として、普通の兵士や20代のキャプテン・アメリカが通常できないような、秘密の暗殺などの訓練を受けていたことも明らかにした。
バッキーの死は、コミックブックで逆転しない数少ない死のひとつとして注目されていた。コミックファンの間では、「バッキー、ジェイソン・トッド、ベンおじさん以外、死んだままの人はいない」という「バッキー節」と呼ばれる格言がある。しかし、ベンおじさんは別の現実のベンであることが判明したものの、この3人は2006年にそれぞれの世界で生き返ったのである。
また、バッキーの死は、マーベル・ユニバースに若い相棒がほとんどいない理由としても使われている。スタン・リーも子供の相棒というプロットを嫌っており、1970年代には「私が嫌っていることのひとつは、平均的なスーパーヒーローの若いティーンエイジャーの相棒である」と語っていた。ロジャー・スターンとジョン・バーンもバッキーを復活させることを検討したが、断念した。しかし、1990年、共同制作者のジャック・カービーは、バッキー復活の話を聞いたことがあるかと聞かれ、こう答えている。"彼はティーンエイジャーの代表であり、常にティーンエイジャーが存在する、普遍的なキャラクターだからだ」と答えている。
バッキー復帰のクライマックスシーンでは、キャプテン・アメリカが現実を変えるコズミック・キューブを使ってウィンター・ソルジャーの記憶を取り戻す。脚本のエド・ブルーベイカーは、インタビューの中で、抜け道を作るつもりはなかった、キャプテン・アメリカがウィンター・ソルジャーにバッキーの記憶を持たせることを「意志」したわけではない、と語った。
キャプテン・アメリカとして、2010年から2013年にかけての「アベンジャーズ」シリーズにレギュラーキャラクターとして登場し、第1号（2010年7月）から第7号（2011年1月）まで、そして第12.1号（2011年6月）には登場しました。2011年の "Fear Itself "ストーリーの後、バッキーはウィンター・ソルジャーの役割に戻り、今度はS.H.I.E.L.D.のエージェントとして、同名のシリーズで19号まで連載された。最初の14号はブルーベイカーが執筆し、最後のストーリーアークはジェイソン・ラトゥールが執筆しました。2014年1月からは、バッキーはジェームズ・ロビンソンの「オールニュー・インベーダーズ」のキャストの一員として登場している。
2014年10月、バーンズは「Bucky Barnes: The Winter Soldier」と題した新シリーズの題材となりました。このシリーズは、アレス・コットが執筆し、マルコ・ルディがアートを担当しました。11号まで連載された後にキャンセルされた。

## キャラクター経歴

### オリジンと第二次世界大戦期
バーンズ（15代アメリカ合衆国大統領のジェームズ・ブキャナンにちなんで名づけられた）は、1925年にインディアナ州シェルビービルで生まれた。父親は軍人だったが第二次世界大戦前に死亡したため孤児となり、米軍キャンプで育てられ、その結果マスコットとして非公式に採用された。「バッキー」というあだ名で呼ばれた彼はティーンエイジャーであるにもかかわらず、軍服を着て、軍人生活を始める。やがて彼はプライベートのスティーブ・ロジャーズと出会い、友人となる。
1940年、バッキーはスティーブがキャプテン・アメリカの服に着替えている所に偶然出くわし秘密を共有することになった。バッキーはキャプテン・アメリカのパートナーに選ばれ、軍は彼をアメリカの若者を勇気づけるシンボルとした。二人はレッドスカルと戦い、そしてキャプテン・アメリカはバッキーをパートナーと認めた。キャプテン・アメリカとバッキーはナチスと戦い続け、そしてスーパーヒーローチームのインベーダーズに参加し、最初の任務ではマスターマンと戦った。
第二次世界大戦末期、キャプテン・アメリカとバッキーはバロン・ジーモの無人爆撃機を止めようとするが、空中で爆発に巻き込まれてしまう。ロジャースは大西洋の極寒地で氷漬けになり、後にその身体はヒーロー達により解放され、アベンジャーズに参加する。
なお、ウィンター・ソルジャーとしての復活時に上記のオリジン設定は修正され、バッキーは軍で幼少時より高度な軍事訓練を受けており特殊工作部隊への配属が予定されていたが、「キャプテン・アメリカと共に戦う少年兵士」というシンボルとして抜擢されたという設定になった。

### ウィンター・ソルジャー
モスクワで蘇るが、爆発によって脳に傷を負い、記憶喪失となってしまう。技術が向上すると、科学者は機械の腕をバッキーに付けた。
バッキーはデパートメントXのために働くソ連の暗殺者としてプログラムされ、ウィンター・ソルジャーのコードネームの下で任務を遂行する。また、ソ連のエージェントであった間、彼はブラック・ウィドウとも知り合っていた。ウィンター・ソルジャーは任務が無いときは常に冷凍保存されていたため、第二次世界大戦終了以降数年分しか齢をとっておらず、若い姿を保ち続けていた。1968年、ウィンター・ソルジャーは第二次大戦時に一度会っていたチャン・チン教授を殺すことになった。しかしながら彼は、ザ・マン・ウィズ・ノー・フェイスと呼ばれる者によって束縛され、その後辛くも脱出した。また、ウィンター・ソルジャーはウルヴァリンをウエポンXから脱出させるのを手伝うが、ロミュラスの命令でダケンを妊娠していたウルヴァリンの妻のイツを殺害してしまう。
現代。ウィンター・ソルジャーは、旧ソ連の元将軍のアレキサンダー・ルーキンの命令により、レッドスカルとジャック・モンロー（ノーマッド）を殺害した。ウィンター・ソルジャーはフィラデルフィアで数百が死亡するテロを起こし、ルーキンは手に入れたコズミック・キューブにパワーを補充する。さらに彼は国際的諜報機関S.H.I.E.L.D.のエージェントでスティーヴ・ロジャース（キャプテン・アメリカ）の恋人のシャロン・カーターを誘拐する。彼女は救出される際、ウィンター・ソルジャーがバッキーに似ていたとキャプテン・アメリカに報告する。S.H.I.E.L.D.のニック・フューリーはウィンター・ソルジャーの存在を確認するが、彼の正体を突き止めることはできなかった。
キャプテンアメリカはウィンター・ソルジャーを捜し出し、対決する。キューブのコントロールを得ると、「お前は自分が何者か思い出すんだ」とウィンター・ソルジャーに言った。バッキーは記憶を取り戻すが、それまでの行動に対する後悔の念に囚われ、コズミック・キューブでどこかに瞬間移動してその場を去った。
彼はその後まもなく、キャプテン・アメリカがロンドンへのテロ攻撃を防ぐのを助けるために再登場する。彼の失った義手の代わりと自分を雇うことをニック・フューリーに頼んだ。スーパーヒューマン登録法をめぐるシビル・ウォーのイベントの後、ウィンター・ソルジャーは、逮捕されたスティーヴ・ロジャースの脱獄させるフューリーの計画を助ける。しかしながら計画を実行する前にロジャースは暗殺されてしまう。ウィンター・ソルジャーはスティーヴの死の責任は登録法賛成派のトニー・スターク（アイアンマン）のせいであり、彼を殺そうと考え、また、トニーが新しいキャプテン・アメリカを指名すると推測し、それができないようにS.H.I.E.L.D.のエージェントのブラック・ウィドウからキャプテン・アメリカの盾を盗んだ。その後、クロナスでウィンター・ソルジャーはルーキンがレッドスカルであることを知り、そして悪の精神科医のドクター・ファウストスに洗脳されそうになった。
ウィンター・ソルジャーの初登場エピソードは2011年10月に小学館集英社プロダクションより『キャプテン・アメリカ：ウィンター・ソルジャー』というタイトルで日本語版が出版されている（ISBN 978-4-7968-7100-6）。

### ニューキャプテン・アメリカ
フォースタスから逃れたウィンター・ソルジャー（バッキー）はS.H.I.E.L.D.によって捕らえられ、そしてスティーヴ・ロジャースが長官のトニー・スタークに手紙を残し、彼はキャプテン・アメリカの名を絶やさないで欲しいと望んでいたことを知る。スタークはバッキーが新しいキャプテンアメリカになることを提案する。バッキーは、スタークが自分の完全な自主性を保証してくれるなら、新しいキャプテンアメリカになるのに同意すると言った。この協定はスーパーヒューマン登録法に反するので、スタークはニューキャプテン・アメリカの援助を極秘とした。バッキーはキャプテン・アメリカとなり、新しいコスチュームを身に纏った。彼と仲間たちは、レッドスカルの陰謀を阻止するのに成功し、ニューキャプテン・アメリカは民主党と共和党の大統領候補者を暗殺の魔の手から救って民衆からの支持を得た。また彼はブラック・ウィドウとの関係を再開した。
2008年に開始されたミニシリーズ『アベンジャーズ/インベーダーズ』では第二次世界大戦期のインベーダーズがタイムトラベルして現代のマーベル・ユニバースに出現し、マイティ・アベンジャーズとニューアベンジャーズに出会った。『アベンジャーズ/インベーダーズ』第4号ではS.H.I.E.L.D.のヘリキャリアーから降りてきた過去のバッキーが未来の自分自身であるキャプテン・アメリカと出会った。
「シークレット・インベージョン」では、スクラルが地球侵略を開始して多数のヒーローが倒れた後、ニューキャプテン・アメリカはソーがセントラル・パークで市民を守っているのを見ている姿が確認できる。その後彼は他のヒーローたち（マイティ・アベンジャーズ、ニューアベンジャーズ、イニシアチヴ、サンダーボルツ、ニック・フューリーとシークレット・ウォーリアーズ、ヤング・アベンジャーズ、フッドのグループ）と共に、スクラルの女王ヴィランケが率いるスーパースクラルの軍団と戦う。
「シークレット・インベージョン」の後、バッキーはジム・ハモンド（初代ヒューマン・トーチ）の遺体を国連が保存し研究していることを知る。遺体はチャン・チン教授によって盗まれ、彼はそれを使ってウィルスを作り、地球の人口の半分を減らそうとしていた。バッキーはネイモアと協力してチンの野望を喰い止め、ジムの遺体を適切に埋葬されるように働きかけた。
「シークレット・インベージョン」の縁でバッキーはニューアベンジャーズに加わり、自分の家を作戦基地として提供した。彼は、後にルークとジェシカの子供ダニエルの捜索に参加した。バッキーがチームのリーダーになると考えられていたが、経験不足を理由に彼はそれを断った。

## MCU版
マーベル・シネマティック・ユニバース（MCU）では、セバスチャン・スタンが演じる。日本語吹替は白石充が担当。
本項は、“アース616”（正史の宇宙）におけるバッキーを主軸として表記する。

### キャラクター像
映画とのタイアップのコミックではスティーブ・ロジャース/キャプテン・アメリカとの出会いが明らかにされ、いじめっ子からスティーブを救った後に二人は親友同士にして家族同然の仲となった。
1917年3月10日生まれ。精悍な顔立ちと立派な体格に恵まれ、YMCAウェルター級チャンピオンに3度も輝いた経歴を持つ ほど腕っぷしも強く、異性と遊び慣れているくらいに社交性もあるなど、スティーブとは対照的な人物。両親に先立たれて天涯孤独の身でありながらいつも独力で物事を成そうとするスティーブを戦時中は常に気に掛けており、彼が自分より大きな姿に変わって魅力的になったことを目の当たりにした時には、ショックを受けながらも妬みはせず変わらぬ友情を持ち続けた。だが、敵対する秘密結社“ヒドラ”に2度も実験台にされた末に、同組織の殺し屋“ウィンター・ソルジャー”へと改造・洗脳され、多数の暗殺任務を遂行してきた凄惨な過去から、現代では心に影を落とすほどの罪悪感を抱え、自我を保っている際には自虐的な態度も見せるようになってしまった。また、特定の暗号を聞かされることによって暗殺者としての人格を呼び起こされてしまう。それでも、スティーブに対する友情は健在である。ヒドラによる暗殺任務時にのみ外界に解放され、それ以外の多くの時間をシベリアの秘密基地で冷凍睡眠されて過ごす半生を送っていたため、戦時中と大差ない若々しい容姿を保っている。
ヒドラを離脱した現代においても受難に晒されるが、再会したスティーブが属する“アベンジャーズ”と成り行きで共闘していくようになり、スティーブやサム・ウィルソン/ファルコンたちと共にヒーローとしての道を歩んでいくこととなる。

### 『ホワット・イフ...?』版
バッキー・バーンズ（アース82111）
“アース82111”におけるバッキー。基本的なステータスは正史の大戦中のバッキーと同等だが、ヒドラの捕虜となったのは1度のみで、実験台にもならずに済んでいる。
バッキー・バーンズ / ウィンター・ソルジャー（アース89521）
“アース89521”におけるバッキー。正史の大戦後のバッキーと同様にウィンター・ソルジャーとなっている。

### 能力
真珠湾攻撃後に軍に入隊し、ウィスコンシン州の“キャンプ・マッコイ”で受けた広範囲の小火器訓練などにより、射撃の名手となった。これに加えて戦後、ヒドラのアーニム・ゾラたちに暗殺者としてあらゆる武器に精通するための訓練 と左義手の移植・“超人血清”投与による人体強化を施され、これにより戦闘では常人を大きく上回り、超人兵士であるスティーブとも互角以上に渡り合う程のパワーと走力・格闘技能を披露し、ナイフ捌きの腕前も非常に優れている。また、オートバイや航空機などのビークルを難なく操縦し、英語のほかロシア語・ルーマニア語・ワカンダ語なども流暢に話す語学力も持つ。

### 武装・ツール
サイバネティック・アーム（Prosthetic Arm）
左腕を欠損したバッキーに移植された左義手。ヒドラ製のものと“ワカンダ”製のものの2種類が登場する。
ヒドラ製
ゾラ率いるヒドラの技術者らによって開発され、バッキー/ウィンター・ソルジャーに移植された左義手。チタニウムでできた銀色の本体に数本の黒いスリットが入り、左肩側面にはソ連共産党を表す赤い星 がマーキングされている。銃弾でも傷付かない非常に高い強度と、バッキー/ウィンター・ソルジャーの身体能力が相まって、大人の男性一人を軽々と投げ飛ばし、改良された自動車の強化外装も易々と破壊するほどの指圧と腕力を発揮する。パワーを高めると、モーターの回転音のような駆動音を発する。物理的な強度に反して電気的な攻撃には弱く、ナターシャ・ロマノフ/ブラック・ウィドウの“テイザー・ディスク”を受け、一時的に機能不全を起こしたこともある。
接近戦におけるバッキー/ウィンター・ソルジャーの主戦力となるが、トニー・スターク/アイアンマンとの死闘で相手の“ユニ・ビーム”をゼロ距離で喰らい、蒸発してしまう。
また、バッキーは朝鮮戦争時代にアメリカの黒人超人兵士のイザイア・ブラッドリーにもこの左義手を折られたらしいが、これはイザイアのみが言及しているため、真相は不明。
ワカンダ製
“ヴィブラニウム”を材料にワカンダで新たに制作され、バッキーに移植された左義手。本体の形状と数本のスリットはヒドラ製のものと同様だが、カラーは黒鉄色をベースとし、スリットが金色であり、左肩側面にマーキングも施されていない。ヒドラ製アームと同様の活用法で行使され、金属探知機を通り抜けても検知されず、ワカンダ側の人物と対立した際の処置として、バッキーの左肩を特定の方法で突くことで彼の身体から外れ落ちるフェールセーフ機能も搭載されている。さらには、食器洗い機で丸洗いしても全く機能不全を起こさない程、耐久性は非常に強い。
ワカンダで“ガーディアンズ・オブ・ギャラクシー”のロケットと共闘した際には彼から興味を示され、数年後にガーディアンズの拠点である“ノーウェア”で催されたクリスマスパーティーの際には、具体的な経緯の描写は無いものの、ガーディアンズの一員のネビュラの手に渡り、プレゼントボックスに収められて彼女からロケットへプレゼントされている。しかし、ホアキンの集中治療室の前で思い悩むサムの前に現れた時には元に戻っている。
ユニフォーム
任務・戦闘時に着用する戦闘服。数種類あるものの、1975年ソ連製のパイロットグローブ と、古いロシア軍用ブーツ は共通で使用している。
ヒドラ製
ヒドラから支給された黒ずくめの戦闘服。ベストやズボン、左手のみのグローブ、ブーツと左袖を切り取ったジャケットをベースとし、その上にホルスターやハーネス、ソ連の弾薬が入った革製装弾ポーチ 付きベルトや膝パッドを装着する。また任務に必要な数種類の銃器や軍用ナイフに手榴弾まで、様々な武器を各部に携行可能。洗脳中の任務時には、フェイスガードで口元を覆い、昼間は防弾仕様のゴーグルを装着する。
セルフメード
“アベンジャーズの内乱”時には、袖を切り取ったN20フィールドジャケットのライナー と、柔軟性ある素材のズボン を着用した。
2度にわたるサノスの群勢との決戦では、紺のジャケットに黒いショルダーガードと右前腕のアームガード、ナイフを挿した右大腿部のホルダー、モスグリーンのパンツとブーツを着用した。
“フラッグ・スマッシャーズ”との連戦の際には、1本のハーネスが右肩から左脇にかかった紺のジャケットや、黒のパンツとブーツを着用する。
円盤状手榴弾
搭載された磁気プレートで標的物に密着する手榴弾。ダウンタウンでニック・フューリーを襲撃した際にはFN マーク13から射出したが、自身を追跡するティ・チャラ/ブラックパンサーたちを振り切る際には片手で投擲する。
球状手榴弾
スーパーボール大の手榴弾。ヒドラ製のサイバネティック・アームと同様に、銀色の球体に数本のスリットが入ったデザインで、遅延作動式の起爆装置が内蔵されている。市街地での乱闘で、身を隠したナターシャを誘き出す際に使用する。
ワイヤー射出機
掌大のツール。“インサイト・ヘリキャリア”上の戦闘でサムに対して使用し、彼が装備している“EXO-7 ファルコン マーク1”の片翼に引っかけて捥ぎ取る。

#### 銃火器
- 第二次世界大戦中に使用
  - M1911A1 - サブウェポン
  - M1941ジョンソン小銃 - 愛用のメインウェポン
  - M1928A1
- ヒドラ在籍中に所持・使用

ウィンター・ソルジャーとしてヒドラの暗殺任務にあたる際には、ソ連製の施条痕がないスラッグ弾を銃火器に装填して使う。
- SIG SAUER P220R - ステンレスモデルで、左レッグホルスターで携行する。アレクサンダー・ピアースも使用した。
- COP .357 - 右レッグホルスターで携行する。
- TEC-DC9 - シルバーバレルで右レッグホルスターで携行する。劇中未使用。
- グロック19
- Vz 61 - 背中のホルダーに固定して携行する。
- FN マーク13 - 円盤状手榴弾を射出する改良型のライフル。
- M4A1 - 仲間のヒドラエージェントに渡されたものでロアレシーバーがXM16E1(もしくは別の初期型)の物になっている。おそらくフルオートレシーバーのプロップ調達の都合でこうなったと思われる。
- バレットM82A1M - 写真各種の中で持ち構えているが、劇中では使用しない。
- M203 グレネードランチャー
- ダネルMGL

- ヒドラ離脱以降に使用
  - M249 パラトルーパー - シベリアで“クインジェット”内の武器庫から取り出して[注釈 5]装備し、後に激怒したトニーに銃口を向けるが、すぐに武装解除された。2度にわたるサノスの群勢との決戦でも全く同じ構成のものをメインウェポンとして使用し、共闘したロケットから「その銃いくらだ？」と尋ねられ、「売り物じゃない」と返答した。デルタポイント製ドットサイトがセットになったリューポルドMark.4 HAMR 4倍固定スコープと、特徴的なシュアファイア製100連複々列マガジンを使用し、一貫してストックは収納したまま射撃を行っている[注釈 6]。
  - SIG SAUER P226 SCT - “マドリプール”のコンテナヤードや“ソコヴィア”で使用。

#### 軍用ナイフ
- ガーバー マークII
- ガーバー ヤリII - 背中のホルダーに2本分を上下水平に挿して携行する。

またバッキーは、スティーブの“キャプテン・アメリカの盾”や、“S.H.I.E.L.D.”の兵士が落とした手榴弾、GSG-9のバタリングラム、“対テロ共同対策本部”の警備員から奪ったグロック17、賞金稼ぎやフラッグ・スマッシャーズとの戦いでは鉄パイプなども行使し、セルビーの手下から取り上げたSIG MPXも持ち構えた。また、場合によってはタブレットやスマートフォンなどの携帯機器も駆使する。

### 各作品での活躍
『キャプテン・アメリカ/ザ・ファースト・アベンジャー』
本作でMCU初登場。
スティーブに先駆けて徴兵され、“第107連隊”に軍曹として配属される。イングランドへ出征前夜にガールフレンドとの最後のデートとしてスティーブと共に訪れた万国博覧会でハワード・スタークのパビリオンを観覧した後、会場内の徴兵センターに向かおうとするスティーブと別れを交わし、後日戦地へと向かっていった。
数ヶ月後、107連隊がヒドラの襲撃で敗北し、自らもまた生き残りの兵士たちと共に捕虜となった。強化されたスティーブが救出に駆け付けた際にはゾラの研究室で実験台として手術台に固定され、意識が朦朧とした状態で発見された。スティーブに解放され、自爆を始めた兵器工場で窮地に陥るものの、多くの生き残りの兵士達と共に前線基地へ帰還し、皆にスティーブを讃えるよう呼びかけた。
以降はキャプテンの下に結成された“ハウリング・コマンドーズ”の一員となり、幾多の戦場でスティーブ/キャプテンを良き相棒として支え続けた。その戦いのうちゾラの確保任務にて、雪山を移動中の列車内でヒドラの兵士たちと熾烈な戦闘を繰り広げるが、列車の壁面に大穴が開いた拍子に車外へ吹き飛び、列車から谷底へと転落し消息不明となり、戦死扱いとなる。
『キャプテン・アメリカ/ウィンター・ソルジャー』
本作では谷底へと転落後に、ソ連にあるヒドラの下部組織に引き渡され、ゾラに実験台にされていたことで重傷を負いながらも奇跡的に生存し、ゾラたちによって“ヒドラの拳”とも呼ばれる 最強の暗殺者“ウィンター・ソルジャー”へと仕立て上げられていたことが発覚。その後、50年間に素性・経歴・消息を掴まれないよう20件以上の暗殺任務を遂行し、“幽霊”と称されていた。ナターシャとも因縁があり、本作の5年前にイランで、彼女が任務で救出しようとしていた原子力技師を襲撃・殺害し、ナターシャも負傷させていた。
フューリーを襲撃して重傷を負わせ、居合わせたスティーブが投げ付けた盾を受け止めて投げ返して姿を消すと、次にピアース直々にスティーブたちの妨害・抹殺を命じられ、自動車で走行中の彼らを襲うと拉致されていたジャスパー・シットウェルを対向車線に放り込み、現れた手下たちと共に乱闘へ突入。その最中スティーブにフェイスガードを外されて素顔を見せると彼を驚かせ、サムとナターシャの反撃を受けると、遅れて駆けつけた“S.T.R.I.K.E.”にスティーブたちの連行を任せる形で撤退した。
だがスティーブの反応を見てから自身の記憶が不安定となり、ピアースらに無理矢理再洗脳され、“インサイト計画”阻止のためにヘリキャリアへ乗り込んだスティーブたちを狙って、彼らに加勢しようとしたS.H.I.E.L.D.の兵士たちを蹴散らし、サムをヘリキャリアから蹴落として、スティーブの前に立ちはだかり決戦を挑む。激闘の末にスティーブたちによってヘリキャリア3機を撃墜され、自身も鉄骨の下敷きとなるが、スティーブに救われる。無抵抗で呼びかけ続けるスティーブを問答無用で何発も殴りつけるも、そんな彼を見て記憶を取り戻したのか、ポトマック川に水没したスティーブを引き上げて失踪し、事後にスミソニアン博物館へ赴いて自らに関するブースを目の当たりにする。
『アントマン』では、エンドロール後に『シビル・ウォー/キャプテン・アメリカ』の1シーンを引用する形で登場する。
『シビル・ウォー/キャプテン・アメリカ』
本作冒頭における1991年12月の回想で、かつて自身をシベリアのヒドラの基地に収容して操っていたヴァシリー・カルポフの命令で、“超人血清”を強奪する任務を命じられ、目撃者がいた場合は始末するようにも指示される。血清を運搬していた自動車を襲撃して任務を達成した後、運転手と同乗者の生存に気付くと2人を抹殺して交通事故死に見せかけ、更に現場付近の防犯カメラの破壊および記録映像を回収してシベリア基地に持ち帰る事で証拠隠滅も図っていた。なお、この件でバッキーに殺されたのはハワードとマリアのスターク夫妻である事が後々明らかになる。前作でのスティーブとの再会を経て徐々に過去の記憶と人格を取り戻しているが、洗脳は残ったままであった。
インサイト計画の一件以降行方を眩まし、ルーマニアのブカレストで一般市民に紛れて暮らしていたが、ウィーンでの爆破テロ事件の嫌疑を懸けられたことからスティーブと再会。そこからGSG-9の隊員たちや、父の仇と誤解したティ・チャラと激しい追撃戦を繰り広げることとなり、テロの実行犯であるヘルムート・ジモにも操られて対テロ共同対策本部内で暴れるなど、苦難続きの逃避行に追い込まれてしまう。
それでも、自らの無実を信じて証明しようとするスティーブに支えられ、ジモが自分以外のウィンター・ソルジャー5人を覚醒させようとしていると推測してジモの追跡を決意。ライプツィヒ・ハレ空港での大乱戦ではピーター・パーカー/スパイダーマンやティ・チャラに苦戦したが、スティーブと共に離陸に成功。向かった先のシベリアで、駆けつけたトニーと3人でジモと対峙するが、ジモはスターク夫妻の死の真相をトニーに明かし、怒りに囚われたトニーから両親の仇と断定され、遂には自身の処遇を巡るスティーブとトニーの争いに発展してしまう。死闘の最中に追い詰められたものの、スティーブに救われて、彼と行方を晦まし、ティ・チャラの手引きでスティーブと共にワカンダへと亡命。ヒドラの洗脳を解く方法が見つかるまで眠りにつくことを決意し、冷凍睡眠装置に身を委ねる。
『ブラックパンサー』
ポスト・クレジット・シーンにてワカンダのとある小さな村の小屋で目覚め、民族衣装姿でカメオ出演する。未だに隻腕状態ではあるが、ティ・チャラから“ホワイトウルフ”の称号を授かっており、ヒドラの洗脳が解けたことを示唆させる様子や、村を訪れたシュリにニックネームで呼ぶように頼みながら柔和な表情も見せ、「話すことが山ほどある」と声をかけられて、彼女に同行する。
『アベンジャーズ/インフィニティ・ウォー』
本作ではワカンダで農業などに勤しみながら隠遁生活を送っていたが、地球の危機を知るとスティーブたちの力になるべくヒーローとして戦う事を決意。ティ・チャラからヴィブラニウム製の新たなサイバネティック・アームを提供され、来訪したスティーブと再会を喜んだ後、再び戦線に復帰することとなる。ワカンダでの決戦では、ワカンダへ降り立ったロケットとも連携して、敵群のアウトライダーズをM249 パラトルーパーで一掃する。
しかし、その後“マインド・ストーン”を求めて現れたサノスにはなす術なく一蹴され、“インフィニティ・ストーン”を全て入手したサノスの“デシメーション”により、ワカンダで戦っていたヒーローたちの中で最初に塵と化し、消滅してしまう。
『アベンジャーズ/エンドゲーム』
本作ではデシメーションから5年もの間消滅したままだったが、アベンジャーズの尽力により復活し、クライマックスにおける2014年からタイムトラベルしてきたサノスの群勢との決戦の際に、ワカンダと繋がったゲートウェイからグルートやワカンダ軍と共に戦地となった“アベンジャーズ・コンパウンド”跡地に登場。前回と同様にM249 パラトルーパーを用いて敵に挑んだ。
トニーによってサノスの群勢が消滅し、戦いが終わると、皆と共にトニーの葬儀に参列。その後、“ムジョルニア”と6つのインフィニティ・ストーンを元の時代に返還するためにタイムトラベルを行おうとするスティーブと「留守中に馬鹿はするな」・「馬鹿がいないとできないだろ、気をつけるんだぞ」とやりとりを交わし、ブルース・バナー/スマート・ハルクやサムと共にスティーブを見送った。その数秒後、年老いて戻ってきたスティーブに気がつくと、彼へ真っ先に話しかけることをサムに勧め、スティーブがサムに盾を託す意思を見せた時も、サムに向かってうなづく気遣いを見せる。
『ファルコン&ウィンター・ソルジャー』
本作ではヘアースタイルが戦時中の頃のものに似た短髪に変わり、主役の一人として登場。サムから「（バッキーではなく）“バック”」「超高齢者」「目つきが悪い」などと揶揄われたり、飛行中の輸送機から60メートル真下の地面にパラシュート無しで背中から飛び降りて激突したり、“レッドウィング”を嫌がる素振りも見せるなどのコミカルな姿や、成り行きで組むことになったサムとの凸凹コンビぶりを披露しながらカーリ・モーゲンソウ率いるフラッグ・スマッシャーズとの戦いに身を投じる。また、かつて悪事に手を染めた過去を回想しつつ涙ぐみながら洗脳が解けたことを確信したワカンダでの隠遁中の出来事も描写される。
サノスの群勢との決戦後の現在は、与えられた恩赦によってアベンジャーズの内乱の際における罪状と過去にウィンター・ソルジャーとして犯した罪状が放免となり、故郷のブルックリンでサムからの連絡にも応えず、悪夢にうなされながらも、元ヒドラの汚職議員の不正暴露や自身が手にかけてしまった男性の父親であるヨリ・ナカジマを支えるなどの過去の罪の贖罪と共に、クリスティーナ・レイナーによる社会復帰のためのセラピーに明け暮れていた。
そんなある日、サムがキャプテン・アメリカを継がずに盾を寄贈し、ジョン・ウォーカーが新たなキャプテンに就任した事実を目の当たりにしたことで失望と憤りを抱え、サムと再会。不本意ながらも彼が直面するフラッグ・スマッシャーズの対処に同行することを決めた。ところが、遭遇したカーリらを一度取り逃がし、途中参戦したウォーカーたちのやり方と共闘の申し出には同調できなかったこともあって、サムにはイザイアの存在を知らせるだけでなく、結果的に巻き込んだセラピーなどでスティーブの意に反したことを度々糾弾してしまった。
それでもいずれ盾を取り戻すことも決意し、カーリらの追跡のため、刑務所で収監中のジモに面会し、超人血清を打った者たちの出現を知らせて脱獄の手引きをとると、サムの猛反対を押し切り脱獄してきたジモを同伴させ、行動を再開。そこからジモの言動や振る舞いに何度も苛立つことになるも、マドリプールでは超人血清に関する情報を入手するために、ジモの提案で彼の用心棒役を演じて“パワー・ブローカー”の取り巻きと乱闘したり、再会したシャロン・カーターの協力も得て苦労の末に血清の情報入手に成功。
やがてフラッグ・スマッシャーズが滞在するリガにおいて血清は破棄されるが、ウォーカーの介入でサムによるカーリの説得に失敗し、ジモの引き渡しを要求してきたアヨたちの介入でジモも逃亡してしまう。その後のフラッグ・スマッシャーズの再戦の最中に、取り乱したウォーカーとの死闘をサムとの連携で制し、奪還した盾をサムに託すと、ソコヴィアに赴き、ジモから期待されたカーリの抹殺を拒否し、彼に銃口を向けるが、引き金を引かず互いの因縁に決着をつけるやりとりを交わして、ドーラ・ミラージュにジモの身柄を預け、アヨにサムの新装備開発を依頼した。
デラクロワのサムの元に戻ると、新装備を届けウィルソン家の漁船の修理と盾の投擲練習を通してサムやサラのウィルソン姉弟と触れ合い、無闇に盾を引き継がせようとしたことをサムに謝罪。彼からは「本当の償い」をするように助言を受け、フラッグ・スマッシャーズが次の行動に出たら「共通の友人を持つただの2人/仕事仲間」として共闘することを約束し合って一旦別れ、フラッグ・スマッシャーズがニューヨークのGRCの会議場を襲うと現地へ急行。会議場に到着するとシャロンやサムと合流し、今度は自身がカーリへ説得の電話を入れた。説得はまたしても拒否されるが、その後繰り広げたフラッグ・スマッシャーズとの激戦では、オートバイを駆ってのジャックナイフを披露したり、炎に包まれた装甲車からGRCの議員たちを解放し、その場から逃亡したフラッグ・スマッシャーズのドヴィッチらを、駆け付けたウォーカーと共に追いかけて逮捕にこぎつけるなどの活躍を見せた。
そしてカーリを看取ったサムが報道陣へスピーチし終えると、「お疲れ､キャプテン(ナイスジョブ、キャップ！)」と称えて彼の背中を叩き、シャロンと共に退散。後日サムの助言通りに、拒絶されることを覚悟でヨリへ彼の息子の死の真相を告げ、レイナーにも贖罪に使った手帳と感謝を伝える置き手紙を残してブルックリンを後にし、デラクロワでサムのキャプテン・アメリカ襲名を祝うバーベキューパーティーへ参加。晴々しい笑顔を見せながら、サラと彼女の2人の息子をはじめとする町の人たちやサムと共に楽しむ。
『ホワット・イフ...?』
シーズン1
第1話
本作では、アース82111におけるバッキーが登場。ティモシー・“ダム・ダム”・デューガンたちと捕虜にされていたところに現れたペギー・カーターを当初は「英国女王陛下？」と揶揄うように振る舞うが、彼女に救われると、正史のバッキーと同様にハウリング・コマンドーズの一員として、ペギーたちと共にヒドラとの連戦に明け暮れた。また、ペギーとスティーブの仲が深まりつつあったところにハワードと割って入るだけでなく、“荒鷲の要塞作戦”の際に列車への着地失敗で落ちかけたところを左腕をペギーに掴まれて引き上げられた場面では「腕がもげるかと思った」と発言する滑稽な一面も見せた。
クライマックスで“クラーケン城”に乗り込んだ際には捉えられていたスティーブを助け出し、彼を“ヒドラ・ストンパー・アーマー”へと乗せ、出現した“ヒドラの英雄”との戦いにも赴くが、ヒドラの英雄には歯が立たず、スティーブによってダム・ダムたちごと城の外へ避難される。
第5話
本作では、アース89521におけるバッキーが登場。
『キャプテン・アメリカ：ブレイブ・ニュー・ワールド』
本作ではアメリカ下院議員選挙出馬の為、各地で選挙活動を行っている。セレスティアル島近海での戦いで重傷を負い、病院に運ばれたトレスの件やキャプテン・アメリカの名を継ぐことに重荷を感じ落ち込むサムの前に現れ、何故スティーブが盾を託したのかを諭す。
『サンダーボルツ*』
本作ではアメリカ下院議員となっており、ヴァレンティーナの弾劾のためにゲイリー下院議員と協力関係にあり、彼女の部下であるメルと接触をはかる。そんな中、メルから自分に協力するという連絡を受け、ヴァルが差し向けた追っ手から追撃されているエレーナ達を救援・拘束し、彼等から事の詳細を聞き出す。

## 他のメディアでは

### その他の映画
- アルティメット・マーベルに登場するバッキー・バーンズは、ジェームズ・アーノルド・テイラーが声を担当したオリジナルビデオ・アニメーション『アルティメット・アベンジャーズ』に登場する。

### テレビ
- バッキーバーンズはカール・バナスが声を担当、アニメマーベル・スーパーヒーローズの「キャプテンアメリカ」のセグメントに登場した。 [37]
- バッキーバーンズ/ウィンターソルジャーは、スコットメンヴィルとジョンカリーがそれぞれ声を出したアベンジャーズ地球最強の英雄アニメシリーズに登場します。  [38]エピソード「MeetCaptainAmerica」と「TheRedSkullStrikes！」で紹介されました。と「これが終末なら！」 、バッキーは、第二次世界大戦中にキャプテン・アメリカを救うために自分自身を犠牲にするまで、キャプテン・アメリカがHYDRAと戦うのを支援しました。前者は何十年もの間死んでいると推定されていましたが、「Hail、HYDRA！」では、後者は無意識のうちにコズミックキューブを使用してバッキーを復活させました。エピソード「ナイトメア・イン・レッド」、「コード・レッド」、「ウィンター・ソルジャー」を通じて、バッキーはHYDRA軍に捕らえられ、ウィンター・ソルジャーに転向した後、最終的には現在のデル・ラスクの指揮下に置かれました。キャプテン・アメリカが彼のアイデンティティを発見すると、彼はバッキーを洗脳から解放することができるので、彼らはもう一度力を合わせて、レッドスカルであることが明らかになったラスクを倒すことができます。シリーズフィナーレ「アベンジャーズ・アッセンブル！」 、バッキーはアントマン、ブラックパンサー、ハルク、そして見えない女性と力を合わせて、ギャラクタスの侵入を阻止し、彼の先駆者であるファイアロードを撃退します。
- バッキーバーンズは、ロッドケラーが声を出したスーパーヒーロースクワッドショーのアニメシリーズエピソード「ワールドウォーウィッチ」に登場します。
- バッキーバーンズ/ウィンターソルジャーは、「過去の幽霊」でボブバーゲンが声を出したアベンジャーズアッセンブルのアニメシリーズ[39][40][要出典] 「Spectrums」のロジャー・クレイグ・スミス、[要出典] 「キャプテン・ロジャースを救う」のバッキーの元の自己としてのロビー・デイモンド、[要出典]と「ビブラニウムカーテン」のマットランター。[要出典]エピソード「過去の幽霊」では、アベンジャーズタワーに潜入してレッドスカルを誘拐し、復讐する。しかし、アベンジャーズが介入し、ウィンターソルジャーを撤退させます。 [41] 「Spectrums」では、ドクタースペクトラムは、キャプテンアメリカの恐怖を利用して、キャプテンアメリカが恐怖を克服するまで、ウィンターソルジャーのスペクトルバージョンと戦わせます。 [42] 「キャプテン・ロジャースを救う」では、バロン・ヘルムート・ゼモがキャプテン・アメリカに催眠術をかけ、第二次世界大戦でバッキーと一緒にハインリッヒ・ゼモとの戦いを元の自分として再現しましたが、ウィンター・ソルジャーは最終的に彼を脱出させるのに役立ちます。 [43] 「ビブラニウムカーテン」Pt。 1、ウィンターソルジャーは、ブラックパンサーがキャプテンアメリカを殺害したと非難された後、ブラックパンサーを追跡して打ち負かすためにアベンジャーズに加わります。冬の兵士は成功し、アイアンマンが彼を止める前に彼はブラックパンサーを殺そうとしますが。 [44]
- バッキーバーンズ/ウィンターソルジャーは、菅原雅芳が日本語で、ユーリローエンタールが英語で声を出したマーベルフューチャーアベンジャーズのアニメシリーズに登場します。 この化身は、彼の記憶を取り戻す前に、最初はマスターズオブイービルのメンバーです。

## 受信
2011年、 IGNはバッキ―ロビンに次ぐ黄金時代の最も象徴的なスーパーヒーローの相棒と呼び、彼を史上53番目に偉大な漫画のヒーローとして挙げ、マーベルユニバースの中心的なプレーヤーの1人としても説明した 。2012年、IGNは「トップ50アベンジャーズ」のリストでバッキーを8位に挙げました。